# Astatoreochromis alluaudi
Astatoreochromis alluaudi ist eine afrikanische Buntbarschart, die in den ostafrikanischen Seen Viktoria, Kyoga, Edward, Georg, Nabugabo, Kachira, Rugwero und Nakavali, sowie in den mit diesen Seen verbundenen Flüssen vorkommt. Die Art wurde nach Charles A. Alluaud benannt, dem Fänger der Typusexemplare, und wird im englischen als „Alluaud’s Haplochromis“ oder „Alluaud’s Haplo“ bezeichnet. Lokale Namen für den Fisch sind „Ifuro muhunde“, „Ifuro y’itanza“ und „Ifuro y’ikomagi“, wobei „Ifuro“ der lokale Name für alle haplochrominen Buntbarsche ist.

## Merkmale
Astatoreochromis alluaudi wird 16 bis 19 cm lang und hat die typische bullige Gestalt eines haplochrominen Buntbarsch mit einem seitlich leicht abgeflachten Rumpf. Die Körperhöhe beträgt 33,8 bis 43,3 % der Standardlänge, die Kopflänge 32,1 bis 40 % der Standardlänge. Das Kopfprofil kann bei alten Exemplaren konkav werden. Das Maul steht horizontal oder leicht schräg nach oben. Die Kiefer sind gleich lang oder der Unterkiefer steht leicht vor. Der Hinterrand der Maxillare reicht bis zum Vorderrand des Auges. Die Kiemenrechen sind kurz und dick, 8 bis 10 finden sich auf dem unteren Abschnitt des ersten Kiemenbogens. Die Schuppen sind cycloid, die Schuppen entlang der Seitenlinie ctenoid. Im Oberkiefer zählt man in der äußeren Zahnreihe 28-48 ein- oder zweispitzige Zähne, im Unterkiefer 20-42, wobei die Anzahl der Zähne von ihrer Größe abhängt. In beiden Kiefern finden sich eine oder zwei, seltener drei inneren Zahnreihen mit dreispitzigen, gelegentlich auch einspitzigen Zähnen. Der untere Schlundkiefer ist mit kräftigen molariformen Zähnen besetzt. Die Kiemenrechen sind sehr kurz, 7 bis 19 finden sich auf dem unteren Abschnitt des ersten Kiemenbogens.
- Flossenformel: Dorsale (XVI)XVII-XIX(XX)/(6)7-8(9), Anale IV-VII/6-8(9), Pectorale 13-14(15).
- Schuppenformel: SL 16-22/10-14, mLR 29-32 (ohne die kleinen Schuppen auf der Schwanzflossenbasis, mit diesen 32-34).

Vorderkörper und Rücken sind graugelb, die Seiten und der Bauch graugrün bis bläulich, der Unterkiefer graublau. Ein schwarzer bis dunkelbrauner Streifen verläuft von der Kopfoberseite durch das Auge bis zum unteren Rand des Kiemendeckels. Die Flossen sind graugelb, die Rückenflosse etwas dunkler als die übrigen und hat schwarze Punkte auf ihrem weichstrahligen Abschnitt. Die abgerundete Schwanzflosse ist ebenfalls gepunktet, die Bauchflossen an ihrem äußeren Ende schwärzlich. Bei Exemplaren (sowohl bei Männchen als auch bei Weibchen) die länger als 8 cm sind zeigt die Afterflosse 2 bis 3 horizontale Reihen von Eiflecken. Bei kleineren sind diese noch nicht vorhanden oder nur schwer zu erkennen.
Die Art zeigt einen weniger deutlichen Geschlechtsdimorphismus als andere haplochromine Buntbarsche. Fortpflanzungsaktive Männchen unterscheiden sich nur durch einen mehr gesprenkelten weichstrahligen Rückenflossenabschnitt, kastanienfarbene Flossenstrahlen im hartstrahligen Rückenflossenabschnitt und in der Schwanzflosse und eine deutlichere Kopfzeichnung von den Weibchen.
Von Astatoreochromis straeleni, der zweiten Art der Gattung, unterscheidet sich Astatoreochromis alluaudi vor allem durch eine größere Anzahl von Hartstrahlen in Rücken- und Afterflosse ((16)17-20 vs. 16-18(19) bzw. 4-7 vs. 3-(4)).

## Lebensweise
Astatoreochromis alluaudi hält sich vor allem in flachem Wasser oberhalb von 20 Metern auf, oft in Papyrussümpfen, und ernährt sich, wenn vorhanden, vor allem von Schnecken aber auch von Detritus, Algen und anderen bodenbewohnenden Wirbellosen. Wie alle haplochrominen Buntbarsche ist Astatoreochromis alluaudi ein Maulbrüter. Die Art pflanzt sich wahrscheinlich am Ende der kurzen Regenzeit von November bis Dezember fort.
Die Art wurde in vielen Gegenden in Ostafrika (z. B. in die Akagera-Sümpfe), nach Yaoundé (Kamerun), in die Republik Kongo zur Schneckenbekämpfung (Bilharziose- und Fasziolosegefahr) eingeführt und hat jetzt ein größeres Verbreitungsgebiet als ursprünglich. Die Einführung von Astatoreochromis alluaudi hatte eine Reduktion der Schneckenpopulation von 64 bis 98 % zur Folge. Weitere Aussetzungen der Art in das obere Benue-Becken (Nordkamerun), in die Demokratische Republik Kongo, nach Zentralafrika und nach Sambia waren nicht erfolgreich.